# アッシュビル (原子力潜水艦)
|          |                                                  |
| 艦歴     |                                                  |
| 発注     | 1984年11月26日                                   |
| 起工     | 1987年1月9日                                     |
| 進水     | 1990年2月24日                                    |
| 就役     | 1991年9月28日                                    |
| その後   | 就役中                                           |
| 母港     | グアム アプラ港                                  |
| 性能諸元 |                                                  |
| 排水量   | 満載：6,927トン、 基準：6,000トン                |
| 全長     | 110.3 m (362 ft)                                 |
| 全幅     | 10 m (33 ft)                                     |
| 喫水     | 9.4 m (31 ft)                                    |
| 最大速   | 水上25ノット (46 km/h)、 水中30+ノット (56 km/h) |
| 潜行深度 |                                                  |
| 機関     | S6G reactor 1基                                  |
| 乗員     | 士官20名、兵員150名                              |
| モットー |                                                  |
|          |                                                  |

アッシュビル (USS Asheville, SSN-758) は、アメリカ海軍のロサンゼルス級原子力潜水艦の47番艦。艦名はノースカロライナ州アッシュビルに因んで命名された。その名を持つ艦としてはアッシュビル級高速砲艦1番艦(PGM-84)以来4隻目。

## 艦歴
アッシュビルの建造は1984年11月26日にバージニア州ニューポート・ニューズのニューポート・ニューズ造船所に発注され、1987年1月9日に起工した。1990年2月24日にドロシー・ヘルムズ夫人によって命名、進水し、1991年9月28日にパトリック・ケーシー艦長の指揮下就役した。
アッシュビルは高度機雷探知システム (Advanced Mine Detection System, AMDS) 、高感度アクティブソナーアレイの発信器、受信機をセイル部分に装備し、艦首下部には円盤状のアクティブソナードームを装備した。システムは目標検知、機雷の回避および海底探知に使用される。
1996年12月にアッシュビルはノースロップ・グラマンによる無人探査機、シーフェレットの公試母艦となった。アッシュビルが水面下でのシミュレートを行った後、セスナ 206 テスト機がシーフェレットを機体下部に装着して公試海域を飛行した。アッシュビルに乗艦した技術者はシーフェレットへ司令を送信し、セスナ機のパイロットが受信、応答した。その後シーフェレットのコントロールはアッシュビルチーム、海兵隊偵察チーム、陸軍航空隊チームで交互に行われ、三つのチームはセンサー・データを連続して受信した。
2005年4月1日、6ヶ月の西太平洋配備を終えたアッシュビルはカリフォルニア州サンディエゴへ帰還する。この配備では安全保障任務および二度の多国籍演習に参加し、グアム、シンガポール、日本、サイパン、ハワイへの訪問を行った。
16ヶ月後の2006年8月1日にアッシュビルはサンディエゴを出航し太平洋西部へ向かった。2007年2月3日、アッシュビルは太平洋での配備を終え母港のサンディエゴへ帰還する。
2017年12月、アッシュビルはシカゴの交代としてグアム海軍基地に配備された。